# 戸畑出入口
戸畑出入口（とばたでいりぐち）は、福岡県北九州市戸畑区にある北九州高速道路2号線の出入口。
小倉駅方面にのみ接続するハーフICである。
2008年11月1日、北九州高速道路全線でのETC運用開始に伴い、この出入口から一般道を経由して北九州高速5号線枝光出入口への乗り継ぎ制が新設された（ETC無線通行の場合のみ）。2025年3月1日、5号線牧山 - 枝光間開通に伴い、牧山出入口との間の乗り継ぎに変更された。

## 道路
- 北九州高速2号線(204)

## 接続道路
- 国道199号

## 料金所
ブース数：4

### 小倉東IC・門司IC・八幡IC方面

#### 戸畑入口料金所
- ブース数：2
  - ETC専用：1
  - 一般:1

#### 戸畑本線料金所（若戸大橋・若戸トンネルより）
- ブース数：2
  - ETC専用（時間帯によってはETC/一般）：1
  - 一般：1

## 周辺
- JR九州 鹿児島本線 九州工大前駅
- 北九州テクノパーク
  - ゼンリンテクノセンター
  - 九州機械工業振興会
- 九州工業大学

## 隣
北九州高速2号線
(202)日明出入口 - (203)西港出口 - (204)戸畑出入口 - (205)若戸出入口 - 若戸大橋・若戸トンネル